# Maslives
Maslives is een gemeente in het Franse departement Loir-et-Cher (regio Centre-Val de Loire) en telt 580 inwoners (1999). De plaats maakt deel uit van het arrondissement Blois.

## Geografie
De oppervlakte van Maslives bedraagt 7,4 km², de bevolkingsdichtheid is 78,4 inwoners per km².
De onderstaande kaart toont de ligging van Maslives met de belangrijkste infrastructuur en aangrenzende gemeenten.

## Demografie
Onderstaande figuur toont het verloop van het inwonertal (bron: INSEE-tellingen).